# تيرجتاو
تيرجتاو أو تيرجوتاويا كانت أميرة من مايوتس، ذكرها بوليانيس، كانت أول زوجة للملك السينديان هكاتايوس، وكانت مشاركة ملحوظة في حروب التوسع في بوسبورن.

## في النصوص
يخبرنا القصة عنها تيرجاتو بولينوس في كتابه [ستراتيمس]:
تزوجت تيراجاو مايوتيس من هيكاتايس ملك السندي، وهو شعب يعيش فوق مضيق كيرتش بقليل. وقد طرد هيكاتايس من مملكته، ولكن ساتيروس، طاغية البسفور أعاد العرش. فزوجه ساتيروس ابنته وحرضه على قتل زوجته السابقة. لم يكن باستطاعة هيكاتايس قتل المايوتيه التفكير في قتلها لحبه الشديد لها ولكنه قام بحبسها في قلعة محصنة ولكنها وجدت طريقة للهروب منها.
وخوفاً من إثارة فعلها ذلك للهكاتايس وساتيروس إعلان الحرب عليها، واللذان قاما ببحث صارم عنها، هرعت بمهارة مسافرة عبر الطرق الوحيدة والمهجئة، مخفية نفسها في الغابة في النهار، مواصلة رحلتها في الليل. وتمكنت أخيراً من الوصول إلى بلد إكزوماتي، حيث كانت أسرتها تملك العرش. وكان والدها قد توفي، فتزوجت خليفته في المملكة.
ثم قامت بتحريض إكزوماتي إلى الحرب، وانضم إلى التحالف العديد من الدول المولعة الحرب.  وقد بدأ الحلفاء بغزو دولة هيكتاوس، ثم بعد ذلك أراضي ساتيروس.  ولكنهم عندما وجدو أن خسارتهم حتما في مواجهة العدو، أرسلوا سفارة للمقاضاة من أجل السلام، يرافقهم مترودوروس ابن ساتيروس، والذي عرض عليهم كرهينة.  وقد منحتهم السلام بشروط منصوص عليها، وقد أقسموا أنفسهم على التقيد بها.
ولكنهم لم يلبثو كثيرا بعد هذا القسم قبل أن يخططوا لكسره. وعرض ساتيروس على اثنين من اصدقائه الثورة عليها، ووضع انفسهم تحت حمايتها;  حتى يسهل العثور على فرصة لاغتيالها.
وفي إطار هذا التمرد كتب ساتيروس في ثورته رسالة يطلب منها الاستسلام؛ وقد ردت عليه بادعاء أن قانون الامم يوجب عليها حماية أولئك الذين وضعوا أنفسهم تحت حمايتها. وفي يوما ما طلب الرجلان الثائران مقابلتها، أحدهما مدعيا أنها نسأله مهمة محاولة لتشتيتها، فوجه الآخر ضربة لها بسيف مسلول أصاب وسطها;  فحراس السجن اعتقلتهم على الفور. ثم تم استجوابهم بعد ذلك بالتعذيب، واعترفوا بالمؤامرة كلها;  وأمر تيراجاو على ذلك بإعدام الرهينة، وأورد أراضي ساتيروس بالنار والسيف.  لقد مات ساتيروس في خضم حرب فاشلة؛  ترك ابنه  جورجبوس [مصادر أخرى تقول ليوكون] لخلافته في العرش. فقد تخلى عن إجراءات والده، ورفع دعوى من أجل السلام، وهي الدعوى بدفع الجزية والتي وضعت حد للحرب.
— السترايل، 8.55.

## اقرأ أيضا

### مقالات ذات صلة
Maeotes

### وصلات خارجية
https://www.rejectedprincesses.com/princesses/tirgatao